# Blood Drive
A Blood Drive 2017-es amerikai televíziós sorozat, amelyet James Roland alkotott. A sorozatot Fokvárosban forgatták. Egy évad készült belőle.

## Összefoglaló
A disztópikus jövőben játszódik a sorozat. Az életkörülmények nyomorúságosak, kevés az étel és sok a kábítószerfüggő. A benzin ára 2000 dollár hordónként, az emberek éppen hogy csak boldogulnak. Az egyetlen kiutat a szebb élet felé egy titkos autóverseny jelenti, amelynek 10 millió dollár a főnyereménye. Viszont a kocsikat emberi vér hajtja, ezért gyilkolni kell. Grace is ezen a versenyen vesz részt, és úgy tervezi, hogy nyerni fog. Csakhogy egy balszerencsés eset után beraknak mellé egy társat, Arthur-t. Ő eddig rendőr volt, ezért a vérmérséklete nincs hozzászokva az efféle kalandokhoz.

## Szereplők
- Christina Ochoa
- Alan Ritchson
- Marama Corlett
- Thomas Dominique
- Darren Kent
- Colin Cunningham
- Carel Nel
- Aidan Whytock
- Sean Cameron Michael
- Brandon Auret